# 昂盧克冰原島峰
71°54′S 162°22′E / 71.900°S 162.367°E
昂盧克冰原島峰（英語：Onlooker Nunatak），是南極洲的冰原島峰，位於維多利亞地的彭內爾海岸，處於兩角山脈東南面，由新西蘭探險隊命名，現時由南極條約體系管理。